# Lintgen
Lintgen (lb. Lëntgen) − miejscowość i gmina (gemeng / commune / Gemeinde) w środkowym Luksemburgu, w kantonie Mersch. Do 3 października 2015 gmina leżała w dystrykcie Luksemburg. Siedziba administracyjna gminy znajduje się w miejscowości Lintgen. Liczy 3436 mieszkańców (1 stycznia 2023). Leży nad rzeką Alzette. Znajduje się tutaj stacja kolejowa Lintgen.

## Podział administracyjny
Do gminy należą cztery miejscowości, w tym trzy (Uertschaft) oraz jeden lieu-dit:
1. Gosseldange (Gousseldeng / Gosseldingen)
2. Lintgen (Lëntgen)
3. Plankenhof (Plankenhaff), lieu-dit
4. Prettingen (Pretten)